# Камерон, Дуглас
Дуглас Камерон (англ. Douglas Cameron; 1902, Данди — 1972) — британский виолончелист и музыкальный педагог.
Начал учиться игре на виолончели необычно поздно, в 15 лет, но уже через два года, в 1919 году, поступил в Королевскую академию музыки в класс Херберта Уоленна. По окончании курса некоторое время играл в оркестре Генри Вуда, однако в большей степени выступал как ансамблист, в том числе в составе струнного квартета Сэмюэла Кучера (1929—1939), затем в не менее авторитетном квартете Гарри Блеха и наконец, в 1950-е гг., в Новом лондонском струнном квартете Эриха Грюнберга. В поздние годы выступал в дуэте со своей дочерью, пианисткой Фионой Камерон. В годы Второй мировой войны по экономическим причинам возобновил сотрудничество с оркестрами (прежде всего, с Национальным симфоническим оркестром Сиднея Бира); часто выступал как солист при исполнении концерта для виолончели с оркестром Эдуарда Элгара, который когда-то разбирал под руководством автора.
Наиболее известен 25-летней педагогической карьерой в Королевском колледже музыки, где среди его учеников были, в частности, Флоренс Хутон и Джулиан Ллойд Уэббер.